# カリュドンのイノシシ狩り
『カリュドンのイノシシ狩り』（カリュドンのイノシシがり、英: The Calydonian Boar Hunt）、または『メレアグロスとアタランテの狩り』（メレアグロスとアタランテのかり、独: Jagd des Meleager und der Atalante、英: The Hunt of Meleagros and Atalante）、は、フランドルのバロック期の巨匠ピーテル・パウル・ルーベンスが1617-1628年ごろ、キャンバス上に油彩で制作した絵画である。風景はヤン・ウィルデンスが、動物はフランス・スナイデルスが描き、アンソニー・ヴァン・ダイクが画面の上下左右を拡大している。作品の主題は、ギリシア神話から採られた逸話「カリュドンのイノシシ狩り」である。神聖ローマ帝国のレオポルト・ヴィルヘルム大公のコレクションにあった作品で、現在はウィーンの美術史美術館に所蔵されている。

## 作品

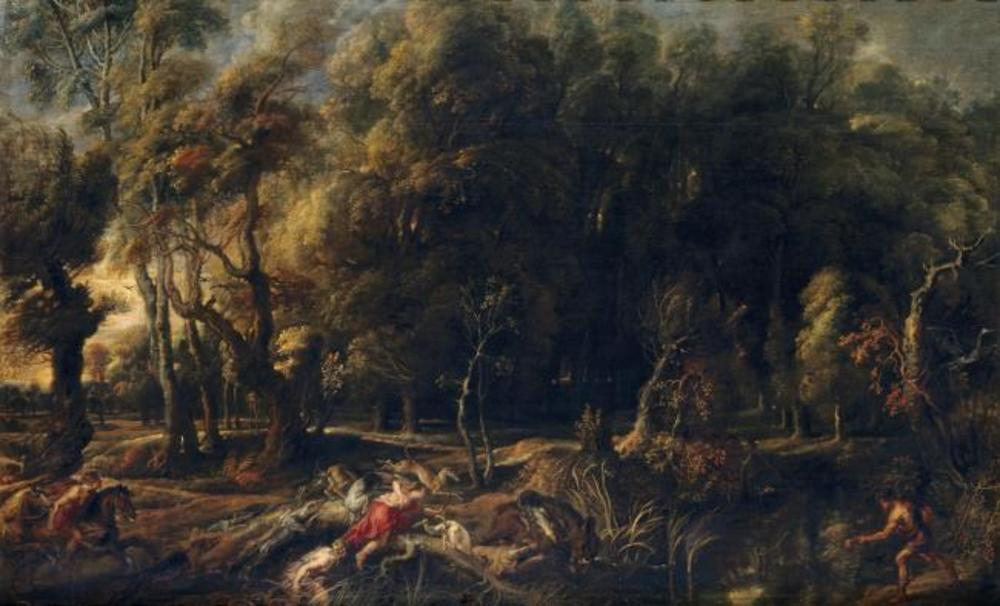
ピーテル・パウル・ルーベンス『カリュドンのイノシシを狩るアタランテとメレアグロス』 (1635-1640年)、プラド美術館、マドリード

収穫祭の折に、カリュドンのオイネウス王は狩りの女神アルテミスに生贄を捧げることを怠った。そこで、彼女は罰としてカリュドンに獰猛なイノノシを送る。イノシシは田畑を荒らし、人々を苦しめたため、ギリシア中から英雄テセウス、イアソン、そして女狩人アタランテなどの勇士が集められ、王の息子メレアグロスとともにイノシシ狩りが行われることになった。褒美はイノシシの頭とその毛皮であった。狩りが始まり、イノシシは猛り狂って突進してきた。しかし、アタランテが果敢に放った矢がイノシシの背に突き刺さり、メレアグロスが動きの鈍ったイノシシに槍を突き刺し、とどめを刺す。
本作の場面は鬱蒼とした森の中に設定されており、勇士たちが牙をむいたイノシシに槍を向けている。イノシシは勇士の1人を踏みつけ、画面手前にはイノシシに蹴散らされた狩人と猟犬が見える。左側にいるアタランテは矢を放ったところで、それがイノシシの首筋に突き刺さっている。メレアグロスは槍を持ち、今まさにイノシシに襲いかかろうとしているところである (メレアグロスは通常、槍を手にし、足元にはイノシシの首、または猟犬が描かれることが多い)。場面は木々にぐるりと囲まれ、狩りの状況で混沌としているが、鑑賞者の視線は白い肌が光に照らされているアタランテに注がれる。続いて視線は、彼女の隣で槍を構え、イノシシにとどめを刺そうとしているメレアグロスに、そして彼と対峙するイノシシに移動していく。
なお、マドリードのプラド美術館には、ルーベンスが同主題で制作した風景画『カリュドンのイノシシを狩るアタランテとメレアグロス』が収蔵されている。